# Fukuiraptor
A Fukuiraptor egy közepes méretű húsevő carnosaurus dinoszaurusznem, amely a kora kréta időszakban (a barremi korszakban) élt a mai Japán területén. A tudósok először úgy gondolták, hogy a Dromaeosauridae család tagja volt, de a fosszíliái vizsgálata után kiderült, hogy az Allosaurus rokonságába tartozik. A típuspéldánya egy 4,2 méter hosszú csontváz, melyről úgy vélik, hogy egy nem kifejlett példányhoz tartozott, azaz a felnőttek nagyobb méretet érhettek el. Habár a lelőhelyről más példányok is előkerültek, mindegyikük a holotípusnál kisebb, fiatalabb egyedhez tartozott, a legkisebb csupán negyedakkora volt.
A felfedezésekor a kezén levő karom zavart okozott, ugyanis összetévesztették a dromaeosauridák sarló alakú lábkarmával. A nemet jelenleg a Carnosauria klád bazális tagjaként tartják számon, és azt feltételezik, hogy az ausztrál „Allosaurus” fajra hasonlít, illetve azzal megegyezik.

## Fordítás
- Ez a szócikk részben vagy egészben a Fukuiraptor című angol Wikipédia-szócikk ezen változatának fordításán alapul.  Az eredeti cikk szerkesztőit annak laptörténete sorolja fel. Ez a jelzés csupán a megfogalmazás eredetét és a szerzői jogokat jelzi, nem szolgál a cikkben szereplő információk forrásmegjelöléseként.